# Дровянников Віктор Олександрович
Віктор Олександрович Дровянников (23 грудня 1960, СРСР) — радянський хокеїст, захисник.

## Біографічні відомості
Вихованець горківського «Торпедо». Виступав за клуби «Динамо» (Мінськ), «Днамо» (Харків), «Трактор» (Липецьк) і «Буран» (Воронеж). У складі білоруської команди провів у вищій лізі 1 матч, а всього в чемпіонаті СРСР — понад 550 ігор (37 голів). Майстер спорту СРСР. Закінчив Харківський спортивний факультет Київського державного інституту фізичної культури. Працює дитячим тренером.

## Статистика
| Сезон   | Клуб                | Ліга    | І  | Г | П | О  | ШХ |
| ------- | ------------------- | ------- | -- | - | - | -- | -- |
| 1979-80 | «Динамо» (Мінськ)   | СРСР-2  | 8  | 1 | 0 | 1  | 4  |
| 1980-81 | «Динамо» (Мінськ)   | СРСР    | 1  | 0 | 0 | 0  | 0  |
|         | «Динамо» (Харків)   | СРСР-3  | 63 | 5 | 5 | 10 | 68 |
| 1981-82 | «Динамо» (Харків)   | СРСР-3  | 44 | 1 | 5 | 6  | 26 |
|         | «Динамо» (Харків)   | СРСР-3  |    | 2 |   |    |    |
| 1982-83 | «Динамо» (Харків)   | СРСР-2  | 56 | 2 | 2 | 4  | -  |
| 1983-84 | «Динамо» (Харків)   | СРСР-2  | 56 | 0 | - | -  | -  |
| 1984-85 | «Динамо» (Харків)   | СРСР-2  | 50 | 2 | 4 | 6  | 30 |
| 1985-86 | «Динамо» (Харків)   | СРСР-2  | 41 | 1 | 2 | 3  | 37 |
| 1986-87 | «Динамо» (Харків)   | СРСР-2  | 15 | 1 | 1 | 2  | 15 |
| 1987-88 | «Трактор» (Липецьк) | СРСР-3  | 28 | 9 | 3 | 12 | 24 |
| 1988-89 | «Трактор» (Липецьк) | СРСР-3  | 64 | 6 | 9 | 15 | 50 |
| 1989-90 | «Трактор» (Липецьк) | СРСР-3  | 59 | 3 | 9 | 12 | 34 |
| 1990-91 | «Трактор» (Липецьк) | СРСР-3  | 46 | 0 | 1 | 1  | 22 |
| 1991-92 | «Трактор» (Липецьк) | СРСР-3  | 22 | 4 | 4 | 8  | 10 |
| 1993-94 | «Буран» (Воронеж)   | Росія-2 | 47 | 1 | 5 | 6  | 20 |
| 1994-95 | «Буран» (Воронеж)   | Росія-2 | 13 | 0 | 1 | 1  | 16 |